# Konrad Karasek
Konrad Karasek (* 21. November 1895; † nicht ermittelt) war ein deutscher Politiker (NSDAP). Er war Kreisleiter der NSDAP und ab 1935 gleichzeitig Beauftragter der NSDAP für den Kreis Bitterfeld im Rahmen der neuen Reichsgemeindeordnung. Von 1941 bis 1945 war er außerdem kommissarischer Kreisleiter des Kreises Wittenberg

## Leben
Er war gelernter Bergbau- und Maschinenbautechniker und nahm am Ersten Weltkrieg teil. Zum 18. August 1925 trat er der NSDAP bei (Mitgliedsnummer 16.496). Er wurde zum Kreisleiter der NSDAP in Bitterfeld im Gau Halle-Merseburg ernannt und gleichzeitig stellvertretender Landrat im preußischen Kreis Bitterfeld. An den vom nationalsozialistischen Regime organisierten und gelenkten Gewaltmaßnahmen gegen Juden im November 1938 war er im Kreisgebiet maßgeblich beteiligt. Während seiner Amtszeit zeigte er u. a. 1939 den Direktor der Filmfabrik Wolfen bei der Gestapo in Halle und dem dortigen Gauleiter an. Im Mai des gleichen Jahres ließ er nach zeitgenössischen Berichten auf der Kampfbahn in Bitterfeld über 15.000 Männer und Frauen aus dem Kreisgebiet zum Appell antreten, um das öffentliche Gelöbnis abzulegen, immer an erster Stelle arbeiten zu wollen, „damit Deutschlands scharfes Schwert erhalten bleibt“.
Nachdem Otto Heidenreich zur Wehrmacht eingezogen wurde, übernahm Karasek im März 1941 kommissarisch auch die Kreisleitung der NSDAP in Lutherstadt Wittenberg.